# Le Chat et les Pigeons (téléfilm)
Pour le roman, voir Le Chat et les Pigeons.
Le Chat et les Pigeons (Cat Among the Pigeons) est un téléfilm britannique de la série télévisée Hercule Poirot, réalisé par James Kent, sur un scénario de Mark Gatiss, d'après le roman Le Chat et les Pigeons, d'Agatha Christie.
Ce téléfilm, qui constitue le 59e épisode de la série, a été diffusé pour la première fois au Royaume-Uni le 21 septembre 2008 sur le réseau d'ITV et en France le 15 juillet 2009 sur TMC.

## Synopsis
Hercule Poirot est invité quelques jours dans le pensionnat de jeunes filles de Meadowbank pour remettre un prix et aider la directrice Miss Bulstrode à trouver la candidate idéale pour sa succession. Mais durant son séjour, la professeur de sport est assassinée. Une des élèves, Shaista, craint pour sa vie : elle est l'héritière du trône du Royaume de Ramat où un coup d'état vient d'avoir lieu. Alors que la réputation de l'école est en jeu, Poirot accepte de débusquer le coupable et comprend qu'il y a un chat parmi les pigeons. Poirot découvre qu'il y a un agent des services secrets infiltré en jardinier sur la piste des rubis dissimulés du prince de Ramat.
Le lendemain, Shaista est kidnappée, mais Poirot ne semble s'en inquiéter. La nuit suivante, alors que deux élèves trouvent les rubis du Ramat  dans le manche d'une raquette de tennis (appartenant à l'une des deux dont l'oncle était à Ramat), Miss Rich est gravement blessée dans le gymnase où a lieu le premier meurtre. La nuit suivante, Poirot retrouve la fausse Shaista qui a simulé son enlèvement pour éviter d'être identifiée. Pendant ce temps, Miss Blanche se retrouve assassinée à son tour après avoir voulu faire chanter l'assassin. A ce moment-là, Poirot a fini son enquête et réunit tout le monde pour démasquer l'assassin.

## Fiche technique
- Titre français : Le Chat et les Pigeons
- Titre original : Cat Among the Pigeons
- Réalisation : James Kent
- Scénario : Mark Gatiss, d'après le roman Le Chat et les Pigeons (1959) d'Agatha Christie
- Décors : Jeff Tessler
- Costumes : Sheena Napier
- Photographie : Cinders Forshaw
- Montage : Michael Harrowes
- Musique originale : Stephen McKeon
- Casting : Susie Parriss
- Production : Karen Thrussell
  - Production déléguée : Rebecca Eaton, Michele Buck, Phil Clymer et Damien Timmer
  - Production associé : David Suchet
- Sociétés de production : Granada, WGBH Boston et Agatha Christie Ltd.
- Durée : 100 minutes
- Pays d'origine :  Royaume-Uni
- Langue originale : Anglais
- Genre : Policier
- Ordre dans la série : 59e - (2e épisode de la saison 11)
- Premières diffusions :
  -  Royaume-Uni : 21 septembre 2008 sur le réseau d'ITV
  -  Canada : 24 mai 2009 sur Radio-Canada
  -  France : 15 juillet 2009 sur TMC

## Distribution
- David Suchet (VF : Roger Carel) : Hercule Poirot
- Harriet Walter : Miss Bulstrode
- Raji James : le prince Ali
- Adam De Ville : Bob Rawlinson
- Don Gallagher : Mr Forbes
- Georgie Glen : Mrs Forbes
- Georgia Cornick : Patricia Forbes
- Carol MacReady (VF : Arlette Thomas) : Miss Johnson
- Claire Skinner : Miss Rich
- Susan Wooldridge : Miss Chadwick
- Natasha Little (VF : Françoise Cadol) : Ann Shapland
- Amara Karan (VF : Léa Gabriele) : la princesse Shaista (nommée Shaila dans le roman)
- Adam Croasdell (VF : Fabien Jacquelin) : Adam Goodman
- Amanda Abbington (VF : Armelle Gallaud) : Miss Blake
- Miranda Raison (VF : Marie Zidi) : Mlle Blanche
- Elizabeth Berrington (VF : Denise Metmer) : Miss Springer
- Jo Woodcock : Jennifer Sutcliffe
- Lois Edmett (VF : Jessica Monceau) : Julia Upjohn
- Pippa Haywood (VF : Véronique Augereau) : Mrs Upjohn
- Jane How : Lady Veronica
- Katie Leung : Hsui Tai
- Anton Lesser (VF : Philippe Peythieu)  : Inspecteur Kelsey

Source doublage: RS Doublage